# Jillian Tamaki

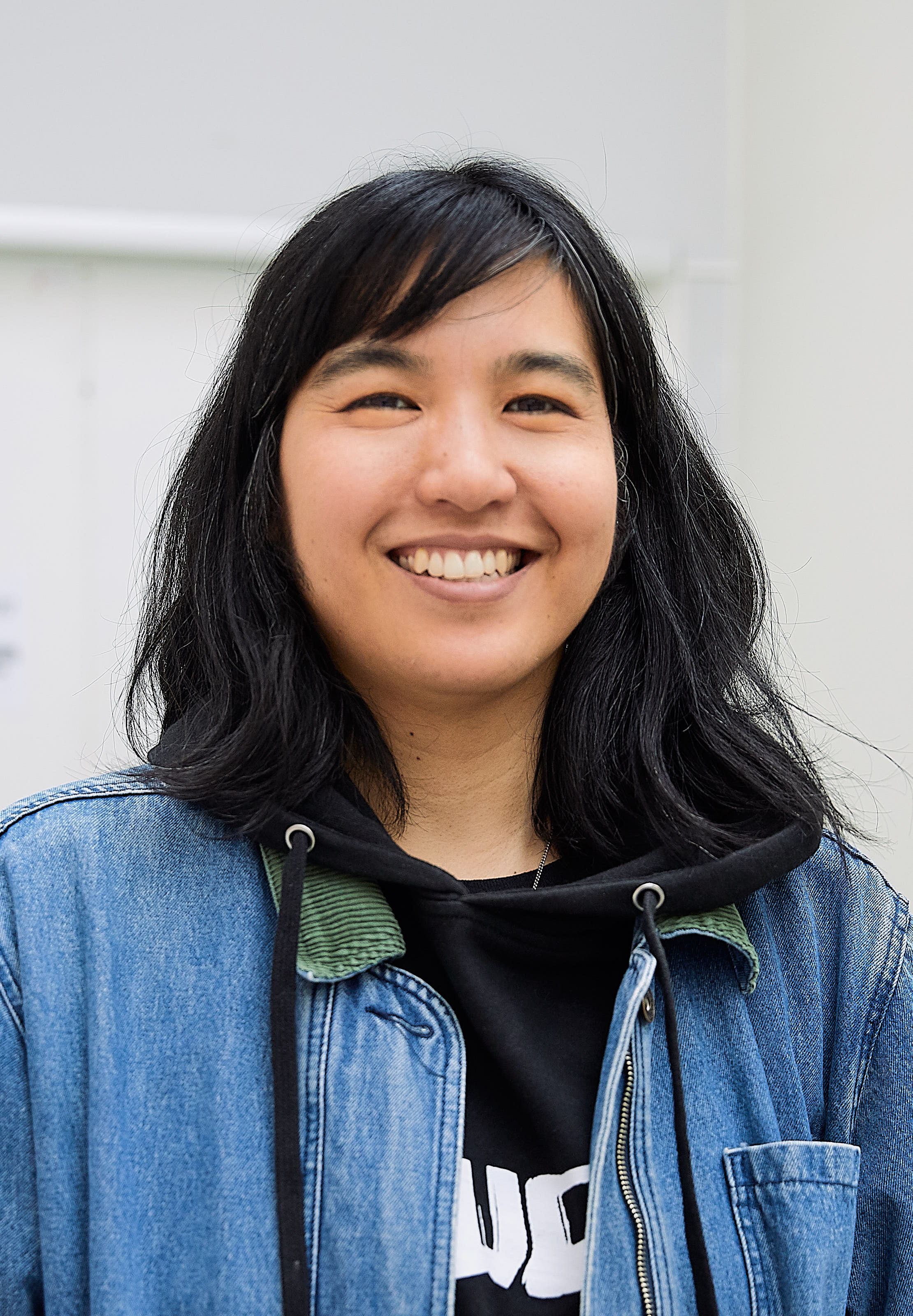
Jillian Tamaki beim Stockholm International Comics Festival 2019

Jillian Tamaki (* 17. April 1980 in Ottawa) ist eine kanadische Comic-Künstlerin, Illustratorin und Kinderbuchautorin. Ihre Werke wurden vielfach übersetzt und ausgezeichnet; sie erhielt unter anderem mehrfach den Eisner Award und den Ignatz Award. Während ihres Studiums an der Alberta University of the Arts zeigte sie vermehrt Interesse an Comics und setzte sich intensiver mit dem Medium auseinander. Im Anschluss daran entstand ihr Wunsch, als professionelle Comic-Künstlerin zu arbeiten. Feminismus und Diversität spielen eine zentrale Rolle für ihr Schaffen. Ihr Zeichenstil ist von einer klaren, dynamischen Linienführung und einem naturalistischen Stil geprägt; Tamaki fiel dabei wiederholt durch ihre Experimentierfreude sowie abwechslungsreiche Seitengestaltung auf. Nach den Texten ihrer Cousine Mariko Tamaki entstanden die Comics Skim (2008) und Ein Sommer am See (2014). Mit SuperMutant Magic Academy präsentierte sie 2015 ihre erste lange Geschichte, bei der sie auch als Autorin in Erscheinung trat. Seit 2016 illustriert und verfasst sie neben Comics auch Kinderbücher.

## Leben und Werk
Jillian Tamaki wurde 1980 in Ottawa im Bundesstaat Ontario geboren. Sie wuchs in Calgary, Alberta, auf und besuchte dort eine staatliche High School. Schon in dieser Zeit fertigte sie nach eigener Aussage zahlreiche Comic-Zines an, deren Originale sie an ihre Mitschüler verteilte. Im Anschluss an ihre Schulzeit studierte sie an der Alberta University of the Arts. Während ihres Studiums kehrte ihr verlorenes Interesse an Comics zurück und sie begann, sich intensiver mit dem Medium zu beschäftigen. Nach ihrem Studienabschluss im Jahr 2003 entstand bei ihr der Wunsch, als Comic-Künstlerin tätig zu werden. 2003 arbeitete sie zunächst für den Videospielentwickler BioWare, bevor sie sich als freiberufliche Comic-Künstlerin und Illustratorin selbständig machte. Als Illustratorin arbeitet Tamaki unter anderem für Maclean’s, Penguin Books, The New Yorker und The New York Times, sie gestaltete etwa für Penguin Books verschiedene Titelillustrationen klassischer Literatur.
Ihr Solo-Debüt feierte Tamaki 2006 bei Conundrum Press mit Gilded Lilies. Die Veröffentlichung sammelt Zeichnungen, frühe Comics und grafische Experimente. Darunter befindet sich ein Nachdruck ihres Kurz-Comics City of Champions und die Geschichte The Tapermines. Bei Letzterer handelt es sich um eine 80-seitige Erzählung ohne Text, die seltsame Transformationen und entstellte Formen und Figuren in einem Wald voller Kassettentonbänder zeigt.
In den Jahren 2007 bis ungefähr 2014 unterrichtete sie Illustration an der School of Visual Arts in New York, wobei sie versuchte, konzeptionelles Denken mit der Vermittlung technischer Fertigkeiten zu verbinden. Dabei wandte sie für ihre Lehre die gleichen Methoden an, nach denen sie selber an der Alberta University of the Arts gelernt hatte. Nach einem strengen System werden die unterschiedlichen Bereiche klar voneinander abgegrenzt unterrichtet: In ihrem ersten Jahr fertigte Tamaki fast ausschließlich Anatomiezeichnungen an, erst im dritten oder vierten Studienjahr durfte sie Farben verwenden und einen Computer einsetzen.
Die Zusammenarbeit mit ihrer Cousine Mariko Tamaki geht auf einen Beitrag für das Comic-Zine Kiss Machine Presents… zurück. Die Idee des Magazins ist es, Autoren und Zeichner für 24-seitige Mini-Comics zusammenzubringen, die bisher noch nicht miteinander gearbeitet haben. Ergebnis der Kooperation war eine erste Fassung von Skim, die 2005 erschien. Nach den Texten ihrer Cousine zeichnete Jillian Tamaki nicht nur die Langfassung von Skim, sondern auch den Comic This One Summer (auf Deutsch Ein Sommer am See). Beide Werke wurden mehrfach übersetzt, zum Beispiel ins Deutsche, Französische, Italienische, Spanische und Schwedische.
2008 erschien ihre erste Zusammenarbeit Skim bei Groundwood Books, im Jahr 2019 veröffentlichte Reprodukt die deutsche Übersetzung. Die Geschichte wird aus der Perspektive des Tagebuchs der 16-jährigen Außenseiterin Kimberly Keiko Cameron erzählt, die wegen ihres Übergewichts abschätzig „Skim“ genannt wird – in Anspielung auf das englische Wort „slim“ (auf Deutsch „schlank“). Sie besucht im Herbst 1993 eine katholische, private Mädchenschule in Toronto, fühlt sich dort allerdings fremd. Der Schulalltag gerät aus den Fugen, als der Exfreund einer beliebten Klassenkameradin sich das Leben nimmt. Es geht das Gerücht an der Schule um, der Teenager sei homosexuell gewesen. Darüber hinaus verliebt sich Skim in ihre extravagante Englischlehrerin Ms. Archer.
Der mehrfach ausgezeichnete Comic Ein Sommer am See erschien 2014 bei First Second, im folgenden Jahr brachte Reprodukt das Werk auf Deutsch heraus. Rose verbringt wie jeden Sommer die Ferien mit ihren Eltern am Awago Beach. Rose und ihre Urlaubsfreundin Windy füllen die langen Sommertage mit sorglosen Ferienaktivitäten. Aber in diesem Jahr ist vieles anders als früher. Durch die andauernden Streitereien nimmt Rose ihre Eltern erstmals als Menschen mit eigenständigen Sorgen wahr und muss sich deswegen mit Themen wie Beziehungsstress, Depression und Adoption auseinandersetzen. Mit ihrer über ein Jahr jüngeren Freundin Windy nimmt Rose einerseits vertraute Kindheitsrituale wieder auf, anderseits ist Rose den Spielen bereits entwachsen.
Von 2010 bis 2014 veröffentlichte Jillian Tamaki ihren Webcomic SuperMutant Magic Academy online. Im Jahr 2015 brachte Drawn and Quarterly SuperMutant Magic Academy als Printausgabe heraus, 2018 erschienen die Geschichten bei Reprodukt. Die Printveröffentlichung enthält nicht nur alle Episoden des Webcomics, sondern auch exklusive Comicstrips. In der titelgebenden Akademie sollen junge Mutanten ihre übernatürlichen und magischen Fähigkeiten beherrschen lernen, auf ihrem Stundenplan stehen unter anderem „Zaubern“ und „Besenreiten“. Doch trotz ihrer Superkräfte bleiben die Schüler von den alltäglichen Strapazen des Internatslebens nicht verschont. Bei SuperMutant Magic Academy handelt es sich laut Aussage von Tamaki zum Zeitpunkt der Veröffentlichung um ihre bisher persönlichste Arbeit. Zahlreiche Geschichten entstanden als unmittelbares Ergebnis der Lebensumstände und Alltagserlebnisse der Comic-Künstlerin. Ausgangspunkt für ihr Werk bildete Tamakis gerade fertig gestellter Beitrag zum ersten Heft von Strange Tales II. Durch diesen Kurzcomic wurde ihr bewusst, dass sie sich weniger für die konkreten Superkräfte, deren Einsatz und Auswirkungen interessierte, sondern mehr für den normalen „dämlichen Alltag“ ihrer Figuren mit besonderen Kräften. Auf diesem Gedanken aufbauend entstanden Kulisse und Figuren der SuperMutant Magic Academy als eine satirische Anspielung auf Reihen wie Harry Potter oder X-Men.
Boundless (auf Deutsch Grenzenlos) brachte Drawn and Quarterly 2017 heraus, noch im gleichen Jahr veröffentlichte Reprodukt die deutsche Übersetzung. Das Comicalbum sammelt neun Kurzgeschichten, die größtenteils exklusiv für den Band entstanden. Der älteste Beitrag stammt aus dem Jahr 2010. So sind zum Beispiel im Kapitel The ClaireFree-System die Gedanken einer jungen Frau vollkommen von ihren Hautproblemen dominiert. Ohne großen Erfolg probiert sie zahlreiche Pflegeprodukte aus, bis sie schließlich ClaireFree entdeckt. Sie beginnt nach einiger Zeit selber, die Produkte als Teil eines Schneeballsystems zu vertreiben. Das Ende der Geschichte bildet ein Verkaufsgespräch für die Serie von Hautpflegeprodukten, die Protagonistin stellt dabei ein suggestives Werbevideo vor.
Tamaki verfasste und illustrierte auch mehrere Kinderbücher. Bei Groundwood Books erschienen They Say Blue und Our Little Kitchen in den Jahren 2018 beziehungsweise 2020, My Best Friend nach Texten von Julie Fogliano brachte Atheneum Books for Young Readers ebenfalls 2020 heraus. They Say Blue ist Tamakis erstes Bilderbuch für Kinder, bei dem sie ebenfalls als Autorin in Erscheinung tritt. Sie betrachtet dieses Werk als eine besondere Anstrengung, nicht nur, weil sie erstmals die Texte für ein Kinderbuch selbst verfasste, sondern auch, weil Bücher mit jungen Kindern als Zielpublikum eine einzigartige Herausforderung darstellten. In They Say Blue folgt Tamaki einem jungen Mädchen und hält ihre Alltagsbeobachtungen fest, die sich vor allem um Farben drehen. Die Protagonistin zeigt sich etwa überrascht, dass das Wasser in ihren Händen gar nicht blau ist und fragt sich daraufhin, ob Blauwale wohl tatsächlich blau seien. In ihrem zweiten Kinderbuch Our Little Kitchen trifft sich ein buntes Figurenensemble auf einen lebhaften Abend in der Gemeindeküche, um wie immer einmal in der Woche für die Nachbarschaft zu kochen. Für die Zubereitung verwenden sie Zutaten aus dem gemeinsamen Garten, mit denen sie sehr bedacht haushalten. Einer Parade gleich bringen Erwachsene und Kinder das Essen ins Speisezimmer, wo weitere Gäste warten.

## Künstlerischer Einfluss und Themen
Bereits als Kind las Tamaki Comics, vor allem Archie Comics. Ihre Begeisterung reichte so weit, dass sie einige der Bilder nachzeichnete und sich an Wettbewerben von Archie Comics und Bettie & Veronica beteiligte, bei denen Leser eigene Entwürfe für die Kleidung der Comicfiguren einreichen konnten. Zwischenzeitlich verlor sie ihr Interesse an Comics und fand erst als Studentin durch Persepolis von Marjane Satrapi dazu zurück. Nach ihrem Studienabschluss entstand bei ihr der Wunsch, als Comic-Künstlerin tätig zu werden. Dementsprechend setzte sie sich ernsthafter mit dem Medium auseinander, unter den ersten Künstlern befand sich Tomer Hanuka mit seinem Werk Bipolar, für dessen Illustrationen sie sich interessierte. Als prägend nennt sie weiterhin Chester Brown, Julie Doucet, Will Eisner, Michel Rabagliati, Seth und Adrian Tomine. In dieser Zeit begeisterte sie sich insbesondere für die Publikationen von Drawn and Quarterly, auch deswegen sei es für sie unglaublich, eigene Werke bei dem Verlag veröffentlicht zu sehen. Als Einfluss auf ihre verwendete Farbpalette nennt Tamaki alte Manga, insbesondere für Ein Sommer am See. Als Vorbild für Grenzenlos erweist sich vor allem David Mazzucchelli. Neben Comic-Künstlern sieht sie sich aber auch von deutschen Malern und Grafikern wie George Grosz, Max Beckmann und Otto Dix beeinflusst.
Feminismus und Diversität spielen eine wichtige Rolle für Tamakis Werk und Figuren. Das begründet sie zum einen damit, dass ihre Figuren dadurch interessanter ausfielen, zum anderen weil sie Sichtbarkeit für einen wirkmächtigen Anknüpfungs- und Identifikationspunkt hält. Als Kind und Jugendliche sei sie nur eine von wenigen Menschen mit asiatischen Wurzeln in einer „sehr weißen“ Gegend von Kanada gewesen. Die Kurzgeschichten in Grenzenlos sind durch das Thema weiblicher Selbstfindung miteinander verbunden, repräsentiert durch neun individuelle Protagonistinnen. Tamaki behandelt darin zum einen fiktive und magische Stoffe, erzählt zum anderen aber auch von normalen Alltags- und Identitätsproblemen. In SuperMutant Magic Academy ist die zunächst heimliche Liebe von Marsha zur gleichgeschlechtlichen Wendy treibende Kraft für die Handlung. In ihrem Kinderbuch Our Little Kitchen versammelt sich ein vielfältiges Figurenensemble in der örtlichen Gemeindeküche.
Tamakis Werk widmet sich immer wieder ernsten Themen und richtet sich hauptsächlich an Kinder und Jugendliche. Skim und Ein Sommer am See erzählen von Heranwachsenden und beschäftigen sich mit Emanzipation, Geschlechtsidentität, Mobbing und Sexualität, ersteres behandelt außerdem noch Einsamkeit und Suizid. Trotz der grundlegend humorigen Ausrichtung von SuperMutant Magic Academy kommen auch hier ernste Aspekte zum Tragen, so thematisiert Tamaki unter anderem Unsicherheiten, Identitätskrisen und Grausamkeiten von Jugendlichen, aber auch Leistungsdruck durch Schule und Eltern. Das Kapitel The ClaireFree-System in Grenzenlos behandelt vordergründig den Umgang mit Hautproblemen, hintergründig kann man eine Auseinandersetzung mit dem Leben und Zurechtkommen in einer modernen Wirtschaftswelt erkennen.

## Stil
Insgesamt ist Tamakis Schaffen von einer klaren, dynamischen Linienführung und einem naturalistischen Stil geprägt, wobei ihr Werk eine umfangreiche Farbpalette abdeckt. SuperMutant Magic Academy ist beispielsweise in Schwarz-Weiß und einem skizzenhaft wirkenden Stil umgesetzt, während Ein Sommer am See mit Blau und Violett koloriert ist und die Hintergründe zum Teil fein ausgearbeitet ausfallen. Ihre Figuren im zweiten Kinderbuch Our Little Kitchen inszeniert sie in einer dynamischen und farbenfrohen Bildsprache, so stolpert etwa der Chefkoch über auf dem Boden verteilten Bohnen oder der Essensduft breitet sich sichtbar in der Küche aus. Wie bei einem Comic platziert Tamaki die Dialoge in Sprechblasen. Insbesondere ihre Kurzgeschichtensammlung Grenzenlos zeigt sowohl beim grafischen Stil als auch bei der Farbauswahl eine große Bandbreite: von filigran und im Detail ausgearbeitet bis locker cartoonhaft, mal in knalligem Rot oder dezentem Blau, mal in Schwarz-Weiß gehalten. Die meisten der neun Episoden sind aus der Ich-Perspektive der jeweiligen Hauptfigur dargestellt und in einem individuellen Zeichenstil umgesetzt.
Tamaki experimentiert beim Zeichnen wiederholt mit gängigen Formen des Mediums Comic und zeigt einen abwechslungsreichen Stil. In Skim zeichnet sie statt konventioneller Panels manche als Polaroid-Fotografie mit deren typischem weißen Rand. Für ihre Geschichte Die Weltstadt in Grenzenlos hebt sie die Seitengrenzen auf und schafft dadurch einen fließenden Übergang zwischen den Illustrationen. Gleichzeitig ändert sie die Seitenorientierung und erzählt in vertikaler Leserichtung, sodass man den Comic beim Lesen um neunzig Grad drehen muss.
Während Skim in Schwarz-Weiß gehalten ist, kolorierte Tamaki Ein Sommer am See in warmen, blauen bis violetten Tönen und Schattierungen. Die zweite Zusammenarbeit der Tamakis erinnert grafisch an Blankets von Craig Thompson. Mehr Tiefe und Dimension erhalten die Bilder beider Comics durch die Verwendung zahlreicher unterschiedlicher Texturen, Strukturen und Schattierungen. Durch die abwechslungsreiche Seitengestaltung entsteht eine zusätzliche Dynamik. Auf den Seiten finden sich Panels unterschiedlicher Größe und Anordnung, großformatige Illustrationen, seitenüberspannende Bilder sowie (zum Teil längere) dialogfreie Sequenzen.
Wegen des Tagebuchstils von Skim gehen Text und Bilder unterschiedliche Wege, vor allem in den großformatigen Zeichnungen am Anfang der einzelnen Kapitel. Die Textfelder geben hauptsächlich die Tagebucheinträge der Hauptfigur wieder, die Illustrationen fangen die Erlebnisse aus einer übergeordneten Perspektive ein. Einerseits gestaltet Tamaki ihre Bilder in Ein Sommer am See mit detaillierten Hintergründen, zum Beispiel bei der Darstellung von Landschaften und Innenräumen, andererseits verzichtet sie teilweise aber auch vollständig auf Hintergründe und setzt so den Schwerpunkt verstärkt auf die Figuren. Ihre Figuren arbeiten Jillian und Mariko Tamaki visuell beziehungsweise inhaltlich ebenfalls individuell und im Detail heraus, wobei die grafische Umsetzung der Personen weniger akribisch ausfällt als die der Kulissen. Die zurückhaltende und bedachte Rose ist dünn, schlaksig und wirkt nicht nur durch ihre blonden Haare blass. Ihre Freundin Windy ist kleiner, pummelig, hat dunkle Haare und Sommersprossen. Im Gegensatz zu Rose handelt es sich bei Windy um eine extrovertierte und aufgedrehte Figur. Man sieht beispielsweise in einer großformatigen Szene Windy, wie sie wild und ausgelassen um einen Tisch herumtanzt, während Rose an eben diesem sitzen bleibt. Jillian Tamaki verzichtet in diesem Panel auf den Hintergrund, zu sehen sind nur der Tisch und die Figuren.
SuperMutant Magic Academy entstand als satirische Anspielung auf Reihen wie Harry Potter und X-Men, aber auch Jugenddramen wie Bei uns und nebenan. Im Gegensatz zu den heldenhaften Vorbildern setzen die Schüler ihre Fähigkeiten aber nicht ein, um Gutes zu tun oder gar die Welt zu retten, sondern nur für Belanglosigkeiten und persönliche Befindlichkeiten. Die Superkräfte spielen eine untergeordnete Rolle, im Mittelpunkt der Geschichten stehen Alltagsprobleme der Jugendlichen wie persönliche Krisen, Existenzängste, Stimmungsschwankungen oder Antriebslosigkeit. Ein Comicstrip besteht meist aus sechs Panels pro Seite und arbeitet auf eine abschließende Pointe hin, sodass die Geschichten häufig recht plötzlich enden. Im Verlauf der Zeit werden die Episoden zunehmend länger, wodurch die Charaktere und Inhalte an Substanz gewinnen. Das Finale bildet eine 40-seitige Geschichte, die Tamaki exklusiv für die Buchveröffentlichung verfasste.

## Veröffentlichungen (Auswahl)

### Comics
- Gilded Lilies. Conundrum Press, 2006, ISBN 978-1-894994-19-4.
- Skim zusammen mit Mariko Tamaki (Text). Groundwood Books, Toronto 2008, ISBN 978-0-88899-753-1.
  - Skim. Reprodukt, Berlin 2019, Übersetzung von Sven Scheer, ISBN 978-3-95640-180-0.
- Indoor Voice. Drawn and Quarterly, Montreal 2010, ISBN 978-1-77046-014-0.
- This One Summer zusammen mit Mariko Tamaki (Text). First Second, New York 2014, ISBN 978-1-59643-774-6.
  - Ein Sommer am See. Reprodukt, Berlin 2015, Übersetzung von Tina Hohl, ISBN 978-3-95640-025-4.
- SuperMutant Magic Academy. Drawn and Quarterly, Montreal 2015, ISBN 978-1-77046-198-7.
  - SuperMutant Magic Academy. Reprodukt, Berlin 2018, Übersetzung von Jan Dinter, ISBN 978-3-95640-167-1.
- Boundless. Drawn and Quarterly, Montreal 2017, ISBN 978-1-77046-287-8.
  - Grenzenlos. Reprodukt, Berlin 2017, Übersetzung von Sven Scheer, ISBN 978-3-95640-134-3.
- Roaming zusammen mit Mariko Tamaki (Text). Drawn and Quarterly, Montreal 2023, ISBN 978-1-77046-433-9.
  - Roaming – Fünf Tage in New York. Reprodukt, Berlin 2023, ISBN 978-3-95640-391-0.

### Kinderbücher
- Gertie’s Leap to Greatness zusammen mit Kate Beasley (Text). Farrar, Straus and Giroux, 2016, ISBN 978-0-374-30261-0.
- They Say Blue. Groundwood Books, Toronto 2018, ISBN 978-1-77306-020-0.
- My Best Friend zusammen mit Julie Fogliano (Text). Atheneum Books for Young Readers, New York 2020, ISBN 978-1-5344-2723-5.
- Our Little Kitchen. Groundwood Books, Toronto 2020, ISBN 978-1-4197-4655-0.

## Kritiken

### Comics
Laut Katrin Doerksen von Deutschlandfunk Kultur sei Skim zwar noch nicht so ausgefeilt wie Ein Sommer am See, die Selbstverständlichkeit mit der „die Tamakis ihre Figuren zum Leben erwecken, ist aber schon hier zu spüren“. In Die Zeit lobt Benno Hennig von Lange den Comicroman Skim, dieser versetze den Rezensent gekonnt in die Qualen einer Jugendlichen. Im Umgang mit Fragen zu Themen wie Liebe, Einsamkeit und Suizid erweise sich die pummelige, stets dunkel gekleidete Protagonistin Skim als sensible Beobachterin. Text und Bild überzeugen durch ihr „gelungene[s] Zusammenspiel“ und seien „atmosphärisch und vielschichtig deutbar“. In Quill & Quire lobt Judith Saltman Skim ebenfalls. Mariko Tamaki verleihe dem Werk eine authentische, adoleszente Stimme, die dramatisch, selbstbezogen, lustig, aufrichtig und auch mal schlagfertig ausfalle. Die einfarbigen Zeichnungen von Jillian Tamaki hätten eine klassische Eleganz. Mit flüssigem und freiem Strich setze sie kreativ etwa Dialoge und Bewegung in Szene. Skim zeige außerdem eindrücklich, wie verschlossen und verklemmt der Umgang mit Homosexualität im schulischen Umfeld stattfinde („an authentic adolescent voice that’s dramatic, self-obsessed, funny, earnest, and sometimes glib […] drawings are fluid and loose, creatively employing elements such as dialogue balloons and lines to show movement“).
Christoph Haas schreibt in der Süddeutschen Zeitung, Ein Sommer am See sei ein Meisterwerk und überzeuge nicht nur durch „großes Können, sondern auch durch wunderbar neuartige Bilder“. Laut Moritz Piehler in Der Spiegel beschreibt Ein Sommer am See „wunderschön sentimentale Momentaufnahme einer Mädchenbeziehung“ und den letzten Kindheitssommer. Themen wie Mobbing, Sexualität und Geschlechtsidentität werden in der Geschichte thematisiert, ohne dabei aufdringlich oder plakativ zu wirken. Die Zeichnungen von Jillian Tamaki füllen die „Coming-of-Age-Geschichte so geschickt mit Leben, dass man als Leser fast meint, aus der Ferne am See spielende Kinder zu hören“. Bei Comicgate hält Thomas Kögel fest, dass Ein Sommer am See keinen zentralen Plot vorantreibe, sondern viel wichtiger seien Gefühl und Zustand, in dem Rose sich befindet. Für Susan Burton in The New York Times stellt This One Summer eine wundervolle Coming-of-Age-Geschichte dar, die sich insbesondere wegen der gelungenen graphischen Umsetzung nicht nur für Fans des Genres hervorragend eigne. Die Hauptfigur Rose sei im Stillen genauso kraftvoll, wie der ergreifende und bewegende Comic selber („a graphic novel for readers who appreciate the form, as well as for fans of traditionally told coming-of-age stories[…] she proves herself to be as quietly powerful as this moving, evocative book“). This One Summer belegte 2016 den ersten Platz der Liste der zehn umstrittensten Bücher der American Library Association in den Vereinigten Staaten („Top Ten Most Challenged Books in 2016“). Aufgrund zahlreicher Beschwerden wurde die Graphic Novel mehrfach zugangsbeschränkt, umgelagert oder vollständig aus Bibliotheksbeständen entfernt. Grund für die Beschwerden waren die offene Darstellung von LGBT-Charakteren, Drogenkonsum, vulgäre Ausdrucksweisen, sexuell expliziter Inhalt und Erwachsenenthemen. Im Jahr 2018 erfolgte ein weiterer Eintrag aus ähnlichen Gründen auf Platz sieben der gleichen Liste.
Bezüglich SuperMutant Magic Academy wird bei Publishers Weekly der Zeichenstil von Tamaki als verspielt und locker beschrieben. Dabei offenbare das Buch regelmäßig einen geradezu schmerzlich direkten Blick auf Unsicherheiten und Grausamkeiten von Teenagern, vor denen nicht einmal Jugendliche gefeit seien, die fliegen können („playful and loose with her art, unafraid to be experimental […] the book becomes an often painfully blunt look at the insecurities and cruelties universal to teens even – flying teens“). Im The Guardian strahlt der umfangreiche Sammelband von SuperMutant Magic Academy für Rachel Cooke dank seines frechen und beißenden Humors einen unwiderstehlichen Charme aus. Der größte Teil der Comicstrips falle witzig und authentisch aus, nur einige wenige könnten nicht überzeugen und fielen absolut flach aus. Im Vergleich zu Skim und Ein Sommer am See zeichne Tamaki zwar reduzierter, gleiche dies durch Humor und Esprit allerdings wieder aus („SuperMutant Magic Academy […] is more sketchily drawn than either of those two, but what it lacks in visual loveliness it more than makes up for in wit“).
Laut Barbara Buchholz in Der Tagesspiegel spannt Tamakis Grenzenlos zusammen mit Ein Sommer am See und SuperMutant Magic Academy einen „weiten Bogen künstlerischen Schaffens, sowohl das Format betreffend als auch Zeichenstil und Themen“. In den „eher essayistischen als erzählerischen“ Geschichten von Grenzenlos spiele die Künstlerin nicht nur mit den Erzählformaten, sondern auch „ganz buchstäblich mit Formaten“. Dieses Werk dürfte zwar das am schwersten zugängliche von Tamaki sein, zeige aber dennoch „eine spannende Auseinandersetzung mit Inhalten und Formen – und das Werk einer vielseitigen Illustratorin“. Für Andreas Platthaus von der Frankfurter Allgemeinen Zeitung wird schon der Titel Grenzenlos der Vielfalt von Tamakis Erzähl- und Zeichenstil gerecht. Bereits die erste Geschichte Die Weltstadt sei ein „Bekenntnis zur Unkonventionalität und Multikultur“. Vor allem David Mazzucchelli erweise sich als Vorbild für Tamakis Kurzgeschichten, der schon „denselben eklektizistischen Stil- und Erzählmix vorgeführt hat wie nun Jillian Tamaki“. Als Manko empfindet Platthaus, dass den Erzählungen eine unmittelbare, inhaltliche Verbindung fehle, dabei bestehen die wenigsten als autonome Geschichten. Trotz ihrer Flüchtigkeit und oberflächlichen Leichtigkeit haben die Geschichten in Boundless für Rachel Cooke in The Guardian gleichzeitig ein scharfen und dunklen Unterton („all have this surface lightness [...] [b]ut something sharper and darker is simultaneously at work below“).

### Kinderbücher
Sarah Ellis empfindet in Quill & Quire Tamakis They Say Blue nicht nur grafisch als ein Meisterwerk, sondern auch inhaltlich sei das Werk eine sensible Darstellung kindlicher Fantasie. Neben Farben spielten auch Bewegung sowie kindliche Energie und Vorstellungskraft eine zentrale Rolle in Tamakis erstem Bilderbuch für Kinder. Positiv falle ebenfalls auf, dass They Say Blue zum Nachdenken und Diskutieren einlade („Tamaki displays a mastery of the form along with a sensitive understanding of the imaginative life of a small child“).
Ein Beitrag bei Publishers Weekly lobt die visuelle Kraft und Brillanz von Our Little Kitchen, voller Energie illustriere Tamaki mit Farben wie Tomaten-Rot, Avocado-Grün und Rote-Beete-Pink. Die Köche könnten zwar nicht die Welt retten, trügen allerdings im Kleinen positiv zu ihrer Gemeinde bei („visual power with swoops and swirls in swaths of tomato red, avocado green, and beet pink“). CBC Books schließt sich dem Lob an und fasst das Bilderbuch als lebhaft und mitreißend zusammen. Our Little Kitchen sei eine amüsante Geschichte über eine chaotische Küche, volle Bäuche und Menschen, die sich um einander kümmern („a joyfully chaotic kitchen and […] a celebration of full bellies and people looking out for one another“).

## Auszeichnungen

### Skim
Im Erscheinungsjahr 2008 wurde Skim mit einem Ignatz Award in der Kategorie „Outstanding Graphic Novel“ ausgezeichnet. Außerdem erhielt die Graphic Novel nennenswerte Leseempfehlungen, zum Beispiel als „Best Illustrated Children’s Books“ von The New York Times und bei Liste der „Publishers Weekly Best Books“. Im folgenden Jahr wurde Skim mit einem Doug Wright Award in der Kategorie „Best Book“ geehrt. Ebenfalls 2009 platzierte sich der Comic auf der Liste der ALA Best Books for Young Adults in der Kategorie „Top Ten Best Books for Young Adults“. In Deutschland gewann das Werk 2019 den Luchs des Monats Nummer 393. Laut Jurymitglied Anja Robert illustriert Skim „sehr genau und manchmal sehr schmerzlich das Schiefe, Unfertige, Peinliche, noch nicht Glattgebügelte dieser pubertären Zwischenzeit aus“. Der „feinfühlig übersetzte Text“ sei genauso stark wie die Zeichnungen.
Rund um den Comic entstand eine kontroverse Diskussion bezüglich der Bedeutung von Erzählinstanzen im Medium Comic, also Autoren und Zeichner. Skim wurde als erste Graphic Novel für den kanadischen Literaturpreis „Governor General’s Award“ vorgeschlagen, allerdings war ausschließlich die Autorin Mariko Tamaki nominiert. Die Zeichnerin Jillian Tamaki wurde nicht einmal zur Verleihungszeremonie eingeladen. Daraufhin verfassten die beiden kanadischen Comic-Künstler Chester Brown und Seth einen offenen Brief an die Veranstalter und setzten sich für die Nachnominierung von Jillian Tamaki ein. Die Veranstalter hätten nicht verstanden, wie das Medium Comic funktioniere. Die Gleichberechtigung von Bildern und Texten machten das Comicmedium überhaupt erst zu einer Besonderheit. Nur durch das Zusammenspiel der beiden Erzählinstanzen entstehe die besondere literarische Qualität des Mediums Comic. Den offenen Brief unterzeichneten mehrere kanadische und US-amerikanische Comic-Künstler, darunter Lynda Barry, Dan Clowes, Julie Doucet, Bryan Lee O’Malley, Art Spiegelman und Adrian Tomine. Eine Nachnominierung von Jillian Tamaki scheiterte aus zeitlichen Gründen. In dem Brief steht unter anderem:

“In illustrated novels, the words carry the burden of telling the story, and the illustrations serve as a form of visual reinforcement. But in graphic novels, the words and pictures BOTH tell the story, and there are often sequences (sometimes whole graphic novels) where the images alone convey the narrative. The text of a graphic novel cannot be separated from its illustrations because the words and the pictures together ARE the text. Try to imagine evaluating SKIM if you couldn’t see the drawings. Jillian’s contribution to the book goes beyond mere illustration: she was as responsible for telling the story as Mariko was.”

„In illustrierten Romanen tragen die Worte die Last, die Geschichte zu erzählen, und die Illustrationen dienen als eine Form der visuellen Unterstützung. In Graphic Novels aber erzählen Worte und Bilder BEIDE gemeinsam die Geschichte, oft gibt es Sequenzen (manchmal ganze Graphic Novels), in denen die Zeichnungen alleine das Narrativ tragen. Der Text kann nicht von den Illustrationen getrennt werden, da Worte und Bilder zusammen der Text SIND. Versucht euch vorzustellen SKIM zu bewerten, ohne die Zeichnungen sehen zu können. Jillians Beitrag geht über reine Illustration hinaus: Sie war ebenso verantwortlich für die Erzählung der Geschichte wie Mariko.“

### Ein Sommer am See
Bereits im Erscheinungsjahr 2014 wurde This One Summer in den Vereinigten Staaten mit einem Ignatz Award in der Kategorie „Outstanding Graphic Novel“ und in Kanada mit dem Governor General’s Awards in der Kategorie „Children’s Literature (Illustration)“ ausgezeichnet. Darüber hinaus erhielt das Werk nennenswerte Leseempfehlungen, etwa als Notable Children’s Book von The New York Times in der Kategorie „Young Adult“ oder bei Horn Book Fanfare Best Books im Genre „Fiction“. Die Geschichte fange den Sommer von Rose gekonnt ein, in dem sie sich von kindlichen Interessen zu lösen beginne und erstes Interesse an der (verwirrenden) Welt der Erwachsenen zeige („Rose’s summer on the cusp of adolescence, caught between her younger friend’s childish interests and the compelling (but confusing) adult world“).
2015 wurde die Graphic Novel nicht nur mit einem Eisner Award als „Best Graphic Album: New (Bester neuer Graphic Novel)“, sowie dem Lynd Ward Graphic Novel Prize bedacht. Am 2. Februar 2015 wurde mit This One Summer der ersten Graphic Novel die Ehrung Caldecott Honor Book in der Gattung „Most Distinguished American Picture Book for Children“ zuteil. Jillian und Mariko Tamaki waren dankbar, zeigten sich aber ebenfalls überrascht. Es sei großartig und wunderbar, auf diese Art Wertschätzung und Zuspruch zu erfahren, es zeige, dass man auf der richtigen Spur sei. Nur einen Tag davor wurde die Veröffentlichung als Printz Honor Book für „Excellence in Literature for Young Adults“ prämiert. Die Printz Honor, welche sich auf Literatur für junge Erwachsene konzentriert, wurde bis zur Auszeichnung von This One Summer nur ein einziges Mal an eine Graphic Novel vergeben: American Born Chinese von Gene Len Yang aus dem Jahr 2006. This One Summer befand sich in dem Jahr auf weiteren Listen für besondere Lesempfehlungen, darunter YALSA Great Graphic Novels for Teens in der Kategorie „Fiction“ und Best Books von Publishers Weekly. Laut Publisher Weekly handelt es sich bei This One Summer um eine wunderschöne Erzählung eines prä-adoleszenten Sommers („beautifully rendered tale of a pre-adolescent summer“).
2016 erhielt Ein Sommer am See in Deutschland sowohl einen Rudolph-Dirks-Award in der Kategorie „Jugenddrama / Coming of Age“, als auch einen Max-und-Moritz-Preis in der Kategorie „Bester internationaler Comic“.

### SuperMutant Magic Academy
Sowohl in den Jahren 2012 als auch 2013 erhielt Tamaki für ihren Webcomic jeweils einen Ignatz Award als „Outstanding Online Comic“. In ihrem Erscheinungsjahr war die Printausgabe in drei Kategorien – „Favorite Queer Character“ für die Figur Marsha, „Favorite Graphic Novel / Book“ und „Favorite Overall Comic“ – bei den Autostraddle Comic and Sequential Art Awards nominiert, erhielt allerdings keine Auszeichnung. Im folgenden Jahr wurde die Buchveröffentlichung mit einem Eisner Award in der Gattung „Best Publication for Teens“ prämiert.
Das Werk erhielt im Jahr 2015 ebenfalls nennenswerte Leseempfehlungen, unter anderem auf Platz drei der „10 Best Graphic Novels of 2015“ bei vulture.com, als der vierte von fünf Titeln bei „Publishers Weekly Best Books“ oder der Liste „2015: Books of the Year“ von Quill & Quire. Laut Abraham Riesman bei vulture.com erzählt Tamaki dank ihrer großartigen Ideen und Zeichnungen trotz des kurzweiligen Formats eine umfangreichere und unterhaltsame Geschichte über die Wirrungen des Heranwachsens, die sich durch eine Mischung aus bezaubernden Situationen und surrealen Pointen auszeichne („rhythm of charming setups and surreal punch lines aggregates into a lengthy, funny work about growth and confusion“). Bei Quill & Quire beschreibt Sue Carter die Comic-Künstlerin als Meisterin ihres Fachs: Mit minimalistischem Strich und listigem Humor liefere sie ihre Pointen und spreche gleichzeitig die Emotionen der Leser an, wobei sie nie Empathie für Lacher opferte („master at evoking both emotions and punch lines with minimal pen strokes, never sacrificing empathy for laughs“).

### Grenzenlos
Im Jahr 2018 wurde die Kurzgeschichtensammlung Boundless mit einem Eisner Award als „Best Graphic Album: Reprint“ (Bester nachgedruckter Graphic Novel) ausgezeichnet. Das Werk erhielt im Erscheinungsjahr auch einschlägige Leseempfehlungen, beispielsweise als eine von fünf Graphic Novels bei „Publishers Weekly Best Books“ und „Best Books 2017“ vom Library Journal. Laut Publishers Weekly erforscht Tamaki in dieser außerordentlichen Sammlung von Comic-Kurzgeschichten die Schnittmenge von Identität, Technologie und Erinnerung und fängt gekonnt die schräge Ambivalenz des modernen Lebens ein. Ihre konzentrierte Art zu erzählen erde die wechselnden Zeichnstile („Tamaki explores the intersection of identity, technology, and memory […] shifting art styles are grounded by laser-focused storytelling“). Die Geschichten zeigten Tamakis erwachsene und schräge Seite, die Strips seien verspielt aber auch nachdenklich („Tamaki presents the adult, oblique side of her work […] these strips are playful yet pensive“). Das Library Journal begründet die Lesemepfehlung mit dem Talent der Künstlerin, atemberaubende Illustrationen und nachklingende Geschichten über in die Ecke gedrängte Figuren erschaffen zu können. Ihre Erzählungen präsentiere Tamaki durchweg mit einer gleichwertigen Mischung aus Humor, Pathos und Mitgefühl („stunningly illustrated and resonant tales about characters backed into corners […] always shot through with equal measures of humor, pathos, and compassion“).

### Weitere Auszeichnungen
2018 wurde Tamakis Kinderbuch They Say Blue mit einem Governor General’s Award in der Kategorie „Young People’s Literature — Illustrated Books“ sowie einem Boston Globe–Horn Book Award in der Gattung „Picture Book“ ausgezeichnet.
Ein weiterer Eisner Award folgte 2021 für das Bilderbuch Our Little Kitchen als „Best Publication for Early Readers (up to age 8) (Beste Publikation für Erstleser)“.